# Hilisawato
Hilisawato is een bestuurslaag in het regentschap Nias Selatan van de provincie Noord-Sumatra, Indonesië. Hilisawato telt 346 inwoners (volkstelling 2010).